# Царството на Хаоса
„Царството на Хаоса“ (на английски: The Courts of Chaos) е петата книга от поредицата фентъзи романи на Роджър Зелазни „Хрониките на Амбър“. Издадена е през 1978 г. Това е последната книга, чийто разказвач е Коруин. Той най-накрая разбира за всички тайни планове на братята и сестрите си. Среща се със сина си – Мерлин, и помага за възстановяването на реда между Царството на хаоса и самия Амбър.
| Предишна:        | Поредица:          | Следваща:           |
| ---------------- | ------------------ | ------------------- |
| Ръката на Оберон | Хрониките на Амбър | Козовете на съдбата |